# Lisa the Tree Hugger
Lisa the Tree Hugger, llamado Lisa la ecologista en España y Lisa y su amor por los árboles en Hispanoamérica, es un episodio perteneciente a la temporada N°12 de la serie animada Los Simpson, emitido por primera vez en Estados Unidos el 19 de noviembre de 2000 y en Hispanoamérica su estreno fue el 29 de julio de 2001. Fue escrito por Matt Selman, dirigido por Steven Dean Moore, y la estrella invitada fue Joshua Jackson como Jesse. En el episodio, Lisa, enamorada de un joven ecologista, se ofrece como voluntaria evitando que talen un árbol para ganarse un lugar en su corazón, pero no logra su cometido y finge su propia muerte. 

## Sinopsis
Todo comienza cuando, necesitando dinero para comprarse una nueva consola de videojuegos, Bart consigue un trabajo en un restaurante thai. Su empleo consistía en repartir menús hechos con papel, pero le resulta más difícil de lo que es por lo que aprende técnicas para repartir. Tras el desempeño en su trabajo, Bart presume de ganar buen dinero pero Lisa le critica porque los menús contaminaban Springfield, y por la cantidad de árboles que se habían talado para fabricarlos, pero nadie la hace caso creyendo que está celosa del éxito de su hermano. Más tarde, Bart invita a la familia a comer a Krusty Burger, solo para encontrarse con un grupo de gente vestida de vaca protestando en el techo del restaurant. Según éstos, protestaban contra las acciones de Krusty en su restaurant. Luego de frenar la protesta, el líder del movimiento termina en la cárcel. 
De repente, Lisa visita al preso líder, quien era Jesse Grass, un joven y simpático activista pacífico, líder del movimiento radical a favor del medio ambiente y vegano. Días después, Lisa se une a la asociación de Jesse, en parte por su preocupación y en parte por estar enamorada de él, y después de enterarse de que el Texano Rico planeaba talar el árbol más antiguo de Springfield, el Sequoia, se ofrece como voluntaria para acampar en el árbol. Así, se evitaría que los taladores tiraran abajo el árbol. Sin embargo, después de pasar unos días en el árbol, Lisa comienza a extrañar a su familia, por lo que deja el árbol por una noche. Al día siguiente, por la mañana, vuelve al sitio sólo para ver que el árbol había sido destruido por un rayo. 
Sin saber de su suerte, todos en Springfield piensan que Lisa había muerto por el rayo, y le ofrecen condolencias a la familia. Aunque Marge considera que no es bueno que su hija mienta, Lisa ve como favorable a la causa de Jesse para conservar el árbol. Bart y Homer se aprovechan de esto (el niño con sus notas escolares y Homer para recibir cerveza gratis). El Texano Rico, aparentemente, decide convertir el bosque de la ciudad en una reserva natural en memoria de Lisa. 
El día de la inauguración de la reserva natural, el Texano Rico cambia de opinión y convierte el bosque en un nuevo parque de diversiones llamado "Lisa Land". Por fortuna, Lisa va al lugar, revelando que no estaba muerta pero tampoco la indignación por el repentino cambio de idea del Texano Rico. De repente, Jesse corta las cuerdas que sostenían al tronco con la cara de Lisa y hace que caiga en dirección a la ciudad, destruyendo todo a su paso incluyendo el restaurante thai donde trabaja Bart y la empresa del Texano Rico. Finalmente, Jesse vuelve a la cárcel, pero aún allí defiende el medio ambiente, ya que consigue que la silla eléctrica utilice energía solar. Lisa le promete visitarlo y escribirle una carta. 
El episodio concluye con el tronco de Lisa Land recorriendo por varias partes de Estados Unidos, llegando al mar donde sigue recorriendo su trayecto.